# Поперечне (Новосибірська область)
Поперечне (рос. Поперечное) — присілок у Ординському районі Новосибірської області Російської Федерації.
Входить до складу муніципального утворення Верх-Ірменська сільрада. Населення становить 230 осіб (2010).

## Історія
Згідно із законом від 2 червня 2004 року органом місцевого самоврядування є Верх-Ірменська сільрада.

## Населення
| 2002 | 2007 | 2010 |
| ---- | ---- | ---- |
| 195  | ↘191 | ↗230 |